# Kalwaria Zebrzydowska (gemeente)

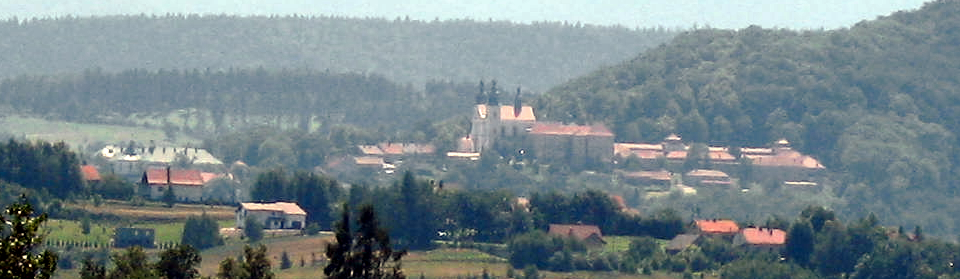
Klasztor, gemeente Kalwaria Zebrzydowska

De gemeente Kalwaria Zebrzydowska is een stad- en landgemeente in het Poolse woiwodschap Klein-Polen, in powiat Wadowicki.
De zetel van de gemeente is in Kalwaria Zebrzydowska.
Op 30 juni 2004 telde de gemeente 19 118 inwoners.

## Oppervlakte gegevens
In 2002 bedroeg de totale oppervlakte van gemeente Kalwaria Zebrzydowska 75,32 km², waarvan:
- agrarisch gebied: 69%
- bossen: 20%

De gemeente beslaat 11,66% van de totale oppervlakte van de powiat.

## Demografie
Stand op 30 juni 2004:
| Omschrijving                   | Totaal | Totaal | Vrouwen | Vrouwen | Mannen | Mannen |
| ------------------------------ | ------ | ------ | ------- | ------- | ------ | ------ |
| eenheid                        | aantal | %      | aantal  | %       | aantal | %      |
| inwoners                       | 19 118 | 100    | 9713    | 50,8    | 9405   | 49,2   |
| bevolkingsdichtheid (inw./km²) | 253,8  | 253,8  | 129     | 129     | 124,9  | 124,9  |

In 2002 bedroeg het gemiddelde inkomen per inwoner 1296,3 zł.

## Plaatsen
- Bugaj
- Barwałd Górny
- Barwałd Średni
- Brody
- Leńcze
- Podolany
- Przytkowice
- Stanisław Dolny (w tym sołectwo Stanisław Dolny-Dolany)
- Zarzyce Małe
- Zarzyce Wielkie
- Zebrzydowice (w tym sołectwo Zebrzydowice-Bieńkowice)

## Aangrenzende gemeenten
Brzeźnica, Lanckorona, Skawina, Stryszów, Wadowice